# راي أليسون
راي أليسون هو لاعب هوكي الجليد كندي، ولد في 4 مارس 1959 في كرانبروك في كندا.

## وصلات خارجية
- راي أليسون على موقع دوري الهوكي الوطني (الإنجليزية)
- راي أليسون على موقع قاعة مشاهير الهوكي (لاعب أن.إتش.أل) (الإنجليزية)
- راي أليسون على موقع EliteProspects.com (الإنجليزية)
- راي أليسون على موقع HockeyDB.com (الإنجليزية)
- راي أليسون على موقع Hockey-Reference.com (الإنجليزية)